# John Wrighton
John Wrighton (* 10. března 1933) je bývalý britský atlet, který se věnoval hladké čtvrtce a štafetovým běhům, mistr Evropy z roku 1958.

## Sportovní kariéra
Na mistrovství Evropy ve Stockholmu v roce 1958 získal dvě zlaté medaile – zvítězil v běhu na 400 metrů a byl členem vítězné britské štafety na 4x x 400 metrů. Na olympiádě v Římě o dva roky později doběhla britská štafeta na této trati i s Wrightonem na pátém místě.